# Zhang Xianghua
Pour les articles homonymes, voir Zhang.
Dans ce nom chinois, le nom de famille, Zhang, précède le nom personnel.
Zhang Xianghua est une rameuse chinoise née le 10 mai 1968.

## Biographie
Elle dispute deux épreuves des Jeux olympiques d'été de 1988 à Séoul. Elle remporte la médaille d'argent en quatre avec barreur et la médaille de bronze en huit.